# Quittenwaran
Der Quittenwaran (Varanus melinus) ist eine Art der Schuppenkriechtiere (Squamata) aus der Gattung der Warane (Varanus). Das Artepitheton melinus, lateinisches Adjektiv für blass gelb, bezieht sich auf die charakteristisch gelbe Grundfärbung.

## Merkmale
Der Quittenwaran ist ein mittelgroßer, schlanker Waran. Paratyp 1, ein Männchen, wird mit einer Gesamtlänge von 115 cm bei einer Kopf-Rumpf-Länge von 42 cm angegeben, zweieinhalb Jahre später erreichte das Tier 120 cm. Für das größte Weibchen wird eine Gesamtlänge von 95 cm genannt. Bayless und Adragna nennen eine maximale Länge von 120 bis 150 cm. Für ein gerade geschlüpftes Jungtier wird eine Gesamtlänge von 21,6 cm und ein Gewicht von 22 g angegeben.
Charakteristisch für den Quittenwaran ist die intensiv gelbe Grundfärbung von Kopf, Hals, Körper, Gliedmaßen und Schwanzbasis. Dorsal ist eine dunkle, netzartige Zeichnung, hauptsächlich am Körper, aber auch am Hals, den Gliedmaßen und an der Schwanzbasis, mehr oder weniger stark vorhanden. Die Zeichnung verblasst mit zunehmendem Alter in die gelbe Färbung. Der Schwanz ist in der Regel quer schwarz gelb gebändert. Die Zunge ist gleichmäßig rosa. Jungtiere weisen eine schwärzliche Färbung mit heller bis gelber Zeichnung auf. Diese Zeichnung wird durch quer verlaufende Reihen von Augenflecken (Ocelli) gebildet. Später, beginnend mit Kopf und Hals, geht die Färbung in das typische Gelb der subadulten und adulten Tiere über.

## Verbreitung und Schutz
Der Quittenwaran kommt auf den Sula-Inseln Mangole und Taliabu vor, die zur indonesischen Inselgruppe der Molukken gehören. Ein Vorkommen auf Banggai konnte bisher nicht bestätigt werden, manchmal wird noch Sanana genannt. Die vermeintliche Typlokalität Obi erwies sich lediglich als Ort des Zwischenhandels. Weitere Herkunftsgebiete sind unsicher, da genaue Sammelgebiete von Tierfängern nur ungern genannt werden und somit falsche oder unvollständige Lokalitäten den Exporteuren mitgeteilt werden.
Er ist in Indonesien nicht geschützt wird aber von der IUCN in der Roten Liste gefährdeter Arten als stark gefährdet (EN) eingestuft. Der Quittenwaran ist vom Washingtoner Artenschutzübereinkommen (CITES) im Anhang II erfasst. Ein Transfer in den Anhang Anhang I und damit ein Verbot des kommerziellen Handels für Wildfänge steht auf Grund unzureichender Datenlage noch aus. Nach einem einheimischen Reptilienfänger ist die Population an Wildtieren seit Beginn des kommerziellen Handels stark zurückgegangen. Nach dieser Quelle wurden bereits 10.000 Quittenwarane entnommen, ein deutlicher Widerspruch zu der niedrigen Zahl der offiziellen Wildfänge. Auch die IUCN stuft die Bestände als abnehmend ein.

## Lebensraum und Lebensweise
Nach Bayless und Adragna leben Quittenwarane im Innern tropischer Tieflandwälder von Taliabu, die durch dichte Bestände von Zweiflügelfruchtbäume geprägt sind. Nach Lemm sind die Tiere scheu und bevorzugen Verstecke unter Moos oder Holz oder hoch in den Bäumen. Helles Licht ohne schattige Vegetation scheinen sie nicht zu mögen. Während Böhme und Ziegler (1997) eine Tendenz zur Aktivität in der Morgen- und Abenddämmerung erkennen, berichten Dedlmar und Böhme (2000) von Tagaktivität bevorzugt in den frühen Morgenstunden. Die Aktivitätsphase ist kurz, Bayless und Adragna berichten von 45 bis 120 Minuten, besonders von Abenddämmerung bis Sonnenuntergang.
In Gefangenschaftshaltung zeigt der Quittenwaran eine deutliche Vorliebe für hohe Feuchtigkeit und Wasser. Die Bereitschaft zum Schwimmen und Tauchen deutet darauf hin, dass die Art vermutlich Sümpfe oder ähnliche Habitate bewohnt. Darüber hinaus ist er durch seine scharfen Krallen und den zum Greifen geeigneten Schwanz ein guter Kletterer. Wie fast alle anderen Warane ist der Quittenwaran ein Fleischfresser.

## Systematik
Die Art wurde 1997 von den Biologen Wolfgang Böhme und Thomas Ziegler wissenschaftlich erstbeschrieben. Der männliche Holotypus wird im Bonner Museum Koenig aufbewahrt. Die auf einem gehandelten Tier basierende Typlokalität Obi (Molukken) wurde von Böhme und Ziegler auf die Sula-Inseln korrigiert, da Obi lediglich eine Zwischenstation des Handels mit der Art ist. Anhand der Genitalmorphologie wird der Quittenwaran der Untergattung Euprepiosaurus innerhalb der Varanus indicus Gruppe zugeordnet.